# Přemysl Erzsébet cseh királyné
Přemysl Erzsébet (ismert még mint Csehországi Erzsébet, csehül: Eliška Přemyslovna; Prága, 1292. január 20. – Prága, 1330. szeptember 28.), a Přemysl-házból származó cseh királyi hercegnő, II. Vencel cseh és lengyel király és Habsburg Juta osztrák hercegnő ötödik gyermeke, aki Vak János cseh királlyal kötött házassága révén Csehország királynéja 1310 és 1330 között. Gyermekei között ott van a későbbi Luxemburgi Károly német-római császár és cseh király.

## Házassága és gyermekei
Erzsébet férje a Luxemburg-házból származó német királyi herceg, a későbbi Vak jelzővel illetett Luxemburgi János volt. János VII. Henrik német-római császár és Margit brabanti hercegnő fia volt. Erzsébet és János esküvőjére 1310 szeptemberében került sor Prágában, majd nem sokkal később, 1311. február 7-én közösen koronázták őket ugyanott. Házasságuk rossz volt, férje neheztelt rá amiért hat évig nem szült fiú örököst. A kapcsolatukat tovább rontotta, hogy János nem hallgatott Erzsébet tanácsaira, és még a jogot is megvonta tőle, hogy legidősebb gyermekei oktatásába beleszóljon.
Gyermekeik:
- Margit hercegnő (1313. július 8. – 1341. július 11.), házasságot kötött XIV. Henrik bajor herceggel.
- Bonne hercegnő (1315. május 21. – 1349. szeptember 11.), II. János francia király első felesége lett.
- Károly herceg (1316. május 14. – 1378. november 29.), apját követően cseh király és német-római császár.
- Ottokár herceg (1318. november 22. – 1320. április 20.), gyermekként meghalt.
- János Henrik herceg (1322. február 12. – 1375. november 12), morva őrgróf lett.
- Anna hercegnő (1323. március 27. – 1338. szeptember 3.), Ottó osztrák herceghez ment hozzá.
- Erzsébet hercegnő (1323. március 27. – 1330 előtt), Anna ikertestvére, gyermekként meghalt.

## Titulusai

### Címei
Születése jogán:
- cseh királyi hercegnő

Csehország királynéja, mint Přemysl Erzsébet: 1310. szeptember – 1330. szeptember 28.

## Fordítás
Ez a szócikk részben vagy egészben  az   Elizabeth of Bohemia (1292–1330) című angol Wikipédia-szócikk fordításán alapul.  Az eredeti cikk szerkesztőit annak laptörténete sorolja fel. Ez a jelzés csupán a megfogalmazás eredetét és a szerzői jogokat jelzi, nem szolgál a cikkben szereplő információk forrásmegjelöléseként.